# Prata (cor)
Prata ou também prateado é um tom metálico semelhante ao cinzento, próximo à aparência da prata polida.
A sensação visual normalmente associada com o metal prata é o seu brilho metálico. Isso não pode ser representado por uma simples cor sólida porque o efeito brilhante deve-se à incidência da fonte de luz na composição do material. Nem há nenhuma maneira de reproduzir cores metálicas ou fluorescentes em computador. Em pintura um artista normalmente usa uma tinta metálica que reluz como verdadeira prata. A cor aqui apresentada não pode ser considerada prata, mas é a representação possível e mais aproximada.

## Cor metálica
Os objetos metálicos, quando polidos, apresentam um brilho característico dos metais, por causa dos elétrons livres localizados na superfície dos objetos que absorvem e irradiam a luz.
Materiais prateados costumam ter cores entre o branco e o cinza claro e possuem um brilho metálico devido  aos estados ópticos da superfície do objeto.
Algumas experiências realizadas com Raios-x levaram à concepção que os metais sólidos possuem um agrupamento de cátions fixos, rodeados por elétrons. Esses elétrons estão deslocalizados porque pertencem à camada de valência e não são atraídos pelo núcleo. Esses experimentos definiram a estrutura atômica dos metais, que é a chamada “Estrutura Cristalina”. Esse fator é responsável pelas propriedades dos Metais como o brilho metálico característico.
A cor branca ou cinza, torna-se prata devido ao seu brilho metálico, ou seja, sua forte diretividade. Se tiver diretividade perfeita, torna-se uma superfície espelhada .
Muitos metais , incluindo a prata , são prateados. Isso ocorre porque o metal absorve a luz com uma frequência maior que a frequência do plasmon e reflete a luz com uma frequência baixa, mas no metal prata, a frequência do plasmon está na faixa ultravioleta e toda a luz visível é refletida.
No entanto, como a superfície do ferro e afins enferruja facilmente e muda de cor,  chamamos de prata, que é um metal precioso e não enferruja facilmente. Elementos do grupo da platina, como a própria platina, que são próximos da prata na tabela periódica , também apresentam cor prata sem ferrugem.
A cor de metais como alumínio e o cromo também é chamada de prata, mas a refletância desses metais é inferior à da prata estando mais próximo do branco azulado ou branco acinzentado. Além disso, também existem cores metálicas chamadas de prata-branco e prata-cinza e prata-rosa.